# Parametr Tisseranda
Parametr Tisseranda – używany w mechanice nieba parametr stosowany na rozwiązanie problemu trzech ciał. Parametr ten jest wykorzystywany głównie na określenie wpływu Jowisza na orbitalny ruch wokół Słońca planetoid i komet znajdujących się w wewnętrznej części Układu Słonecznego.
Parametr Tisseranda dla ciał będących pod grawitacyjnym wpływem Jowisza wyraża się wzorem:
{\displaystyle T_{J}={\frac {a_{J}}{a}}+2\cos i\cdot {\sqrt {{\frac {a}{a_{J}}}(1-e^{2})}},}
gdzie:
{\displaystyle T_{J}} – parametr Tisseranda dla wpływu Jowisza,
{\displaystyle a} – półoś wielka,
{\displaystyle e} – ekscentryczność,
{\displaystyle i} – inklinacja.
Dla większości planetoid {\displaystyle T_{J}>3,} a dla większości komet {\displaystyle T_{J}<3.}
Nazwa parametru pochodzi od Félixa Tisseranda (1845–1896), francuskiego astronoma, który był dyrektorem obserwatorium w Paryżu i Tuluzie, profesorem astronomii matematycznej na Sorbonie i członkiem Francuskiej Akademii Nauk.